# Lindelöf-ruimte
In de topologie, een deelgebied van de wiskunde, is een Lindelöf-ruimte een topologische ruimte, waarin elke open overdekking een aftelbare deeloverdekking heeft. Een Lindelöf-ruimte is een verzwakking van het meer algemeen gebruikte begrip van een compacte ruimte, waarvoor het bestaan van een eindige deeloverdekking vereist is. 
Een sterke Lindelöf-ruimte is een topologische ruimte warvan elke open deelverzameling een Lindelöf-ruimte is. 
Lindelöf-ruimtes zijn genoemd naar de Finse wiskundige Ernst Lindelöf.